# Idrossido di stronzio
L'idrossido di stronzio è il prodotto di idratazione dell'ossido di stronzio.
A temperatura ambiente si presenta come un solido bianco inodore. È un composto corrosivo.